# Sofia Pomba Guerra
Maria Sofia Carrajola Pomba Amaral da Guerra, kurz Sofia Pomba Guerra (* 18. Juli 1906 in São Pedro, Elvas, Portugal; † 12. August 1976 in Lissabon) war eine portugiesische Pharmazeutin, Lehrerin und kommunistische Widerstandskämpferin. Sie ist insbesondere für ihre Kampfschriften und ihre Unterstützungen für die Befreiungsbewegungen in Guinea-Bissau und Mosambik bekannt geworden.

## Leben
Sofia Pomba Guerra wurde am 18. Juli 1906 in dem kleinen Dorf São Pedro der damaligen Gemeinde Caia e São Pedro bei Elvas an der portugiesisch-spanischen Grenze geboren. Über ihre Jugend und Ausbildung ist nicht besonders viel bekannt. Sie hatte einen Abschluss in Pharmazie.

### Engagement im mosambikanischen Untergrund
Mit Mitte 20 zog Guerra in die portugiesische Kolonie Portugiesisch-Ostafrika (Mosambik), genauer in die Hauptstadt Lourenço Marques, wo sie zunächst als Pharmazeutin am Miguel Bombarda-Krankenhaus arbeitete. Auch schrieb sie Analysen über exportfähige Früchte der Kolonie. Später arbeitete sie als Lehrerin an der Grundschule Escola Primária Correia da Silva, wo sie unter anderem den später bekannten mosambikanischen Schriftsteller Rui Nogar unterrichtete. In dieser Zeit trat sie auch der (bereits illegalen) Kommunistischen Partei Portugals bei, für die der Eisenbahner Cassiano Carvalho Caldas (1915–2002/03) als Verbindungsmann in der Kolonie arbeitete.
In Lourenço Marques wurde Guerra zu einem aktiven Mitglied der kommunistischen Untergrundbewegung, unter anderem publizierte sie zahlreiche Artikel in den Zeitschriften Emcancipador und Itinerário. In den Jahren 1947/48 engagierte sie sich aktiv für den Aufbau einer lokalen kommunistischen Struktur und arbeitete gemeinsam mit der Schriftstellerin Noémia de Sousa im Rahmen der antikolonialen Jugendbewegung Movimento dos Jovens Democratas Moçambicanos.
1949 wurde Guerra als erste Frau weißer Hautfarbe von der portugiesischen Geheimpolizei PIDE für ihre Aktivitäten festgenommen und nach Lissabon abgeschoben, wo sie am 23. November 1949 ankam und daraufhin im PIDE-Gefängnis in Caxias verbleiben musste. Erst am 4. Juli 1950 entschied das Tribunal Plenário von Lissabon über ihre Freilassung. Das Urteil verfügte – neben ihrer Freilassung – auch die Anweisung die Metropole zu verlassen. Daraufhin zog Guerra, und später auch ihr Ehemann, zunächst nach Kap Verde und später nach Portugiesisch-Guinea.

### Engagement im guinea-bissauischen Untergrund
Angekommen in Portugiesisch-Guinea begann Guerra zunächst wieder als Pharmazeutin in der Farmácia Lisboa zu arbeiten und unterrichtete ebenfalls Englisch am Liceu de Bissau. Trotz ihrer früheren Verhaftung begann sie erneut sich im Untergrund zu organisieren und erhielt dabei Unterstützung von Fausto Teixeira und Gumercindo de Oliveira Correia. Sie verbreitete kommunistische Zeitschriften aus Frankreich, Kampfschriften aus Portugal und versuchte mit ihren Mitstreitern Anhänger in der kolonialen Arbeiterschaft zu finden. Zeitgleich berichtet der Biograph Pacheco Pereira, dass Guerra sich sehr bewusst war, dass sie weiterhin von der Geheimpolizei PIDE beschattet wurde. Zeitweise soll der Chef der lokalen PIDE im Haus gegenüber gewohnt haben. Duarte Silva schreibt, dass sich die 1957 in Bissau niedergelassene PIDE-Einheit sich gar besonders auf Guerra fokussiert habe.
Sofia Pomba Guerra entwickelte sie zur Galions- und Mutterfigur der guinea-bissauischen Untergrundbewegung und wurde auch von den Aktivisten der Befreiungsbewegung für ihr Engagement geschätzt. Sie war Mitgründerin des 1959 gegründeten Movimento de Libertação da Guiné. Auch arbeiteten in ihrer Apotheke bekannte Widerstandskämpfer der späteren PAIGC, Epifânio Souto Amado und Osvaldo Vieira. Auch Amílcar Cabral, bekanntester Widerstandskämpfer und Führer der guinea-bissauischen Untergrundbewegung, hob das Engagement der Portugiesin (sic!) hervor. Davidson beschreibt, dass ihre Unterstützung und die Verbreitung marxistischer Schriften ihrerseits entscheidend für das politische Programm und Strategie der späteren PAIGC gewesen sein.

### Tod
Guerra verstarb am 12. August 1976 in Lissabon. Luís Cabral besuchte später den Witwer in Portugal, der zu den Aktivitäten seiner Ehefrau immer Distanz gehalten habe, und dennoch ein „großer Patriot und portugiesischer Demokrat gewesen sei.“ Guerra hinterließ eine Tochter.

## Werke

### Fachartikel
- Fruta de Moçambique – Documentário relativo aos meses de Julho a Setembro de 1936. In: Moçambique: documentário trimestral. Nr. 7, 1936, S. 51–101.
- Alguns frutos silvestres de Moçambique – Documentário relativos aos meses de Abril a Junho de 1938. In: Moçambique: documentário trimestral. Nr. 14, 1938, S. 5–43.
- Comercialização de frutas de Moçambique. In: Revista Agrícola. Jahrgang 1, Nr. 5, Februar 1959, S. 33.

### Weiteres
- Dois anos em África. Eigenverlag, 1935, OCLC 56116829. (Mit Vorwort von Vitorino Nemésio und Illustrationen von Aurora Severo)